# Carl Posse (1869–1945)
Carl Arvid Posse, född den 21 juli 1869 på Ottenby, Ås församling, Kalmar län, död den 21 maj 1945 i Tranås, var en svensk greve och sjömilitär. Han var son till Fredrik Posse.
Posse blev underlöjtnant vid flottan 1891 och löjtnant där 1894. Han genomgick tekniska högskolans elektrotekniska avdelning 1895–1898. Posse befordrades till kapten 1901 och till kommendörkapten av andra graden 1914, av första graden 1917, på reservstat 1919. Han kontrollerade och mottog torpedleveranser för statens räkning vid Schwarzkopffs verkstad i Berlin och Whitehead & Co i Fiume 1907–1908, 1910 och 1912. Posse var avdelningschef för flottans Öresundsavdelning 1915–1918, chef för torpeddepartementet i Stockholm 1920–1922 och kustbevakningsinspektör i tullverket 1922–1935. Han invaldes som ledamot av Örlogsmannasällskapet 1915. Posse blev riddare av Svärdsorden 1912, av Vasaorden 1918 och av Nordstjärneorden 1932.